# 重庆巴南育才实验中学校
重庆巴南育才实验中学校（曾用名：重庆巴南育才中学校）是重庆立达仁教育管理有限公司投资建成的一所现代化的民办中学。学校位于重庆市巴南区龙洲湾街道，学校占地102亩，建筑面积近12万平方。设立小学5、6年级部，初中部，高中部及高三复读班。规划初中78个班，高中36个班，全部实行小班教学，可容纳学生3400人。初中已于2021年9月正式开学，高中部已于2022年9月正式开学。